# Nyceryx furtadoi
Espèce
Nyceryx furtadoi est une espèce d'insectes lépidoptères (papillons) qui appartient à la famille des Sphingidae, sous-famille des Macroglossinae, à la tribu des Dilophonotini, sous-tribu des Dilophonotina, et au genre Nyceryx.  

## Description
L'envergure est d'environ 60 mm. Il peut être distingué de toutes les autres espèces de Nyceryx par la couleur de fond brun pâle relativement uniforme à la face dorsale de l'aile antérieure, sur laquelle les lignes transversales forment un motif à rayures visibles, et les points discaux surdimensionnés.

## Biologie
Les adultes volent toute l'année; et ont été vus de septembre à octobre au Brésil et au Paraguay en août.

## Répartition
Nyceryx furtadoi vole dans les plaines tropicales et subtropicales.
L'espèce est connue au Brésil, en Bolivie, en Argentine et au Paraguay.

## Systématique
- L'espèce Nyceryx furtadoi a été décrite par l'entomologiste français Jean Haxaire en 1996[2].